# Arnold E. Regel
Arnold Eduárdovich Regel (1856-1917) - horticultor, dendrólogo e ingeniero ruso. 

## Historia
Hijo de Edward Lyudvigovich Regel, Director (1875-1892) del Jardín Botánico de San Petersburgo. 
Comprometido con la Arquitectura del Paisaje. Fundador de la firma "Regel y Kesselring" que ha estado diseñando jardines privados.
Diseñador y creador del jardín de la granja de Adler, "Cultivos del Sur".
En 1896 fue publicado el trabajo de Arnold E. Regel  "la jardinería y el arte de jardín", que compila y sistematiza la historia de la jardinería y desarrolló un sistema de recomendaciones prácticas. En 1990, el libro fue reeditado. 